# Цибрид
Цибрид — або цитоплазматичний гібрид — гібридні клітини, які з'явилися в результаті злиття цитоплазми одного типу клітин з ядром іншого. Клітини можуть бути соматичні або статеві .  

## Спосіб створення
Цю енуклеацію можна здійснити шляхом одночасного застосування відцентрової сили та обробки клітини агентом, який порушує цитоскелет. Окремий випадок цибридного утворення передбачає використання клітин rho-zero як цілісного клітинного партнера в злитті. Клітини Rho-zero – це клітини, які були виснажені власною мітохондріальною ДНК внаслідок тривалої інкубації з бромідом етидію, хімічною речовиною, яка пригнічує реплікацію мітохондріальної ДНК. Клітини rho-zero дійсно зберігають мітохондрії і можуть рости у багатому живильному середовищі з певними добавками . 
Створення цибридів шляхом злиття протопластів потребує інших методів. Протопласти обов'язково мають бути різного походження. Для руйнування ядра певного з них, використовують хімічний та механічний (фізичний) впливи. Хімічні відбуваються в результаті дії фузогенів: NaNO3, лужний рН (pH 10.5), висока концентрація Са2+ та обробка поліетиленгліколем. Але фузогени можуть бути токсичними для клітин, тому все частіше надають перевагу фізичному впливу. Механічна обробка протопластів відбувається за рахунок дії електричного струму . 

## Використання
Цибриди створюють з рослинних та тваринних клітин. Зазвичай цибриди є результатом злиття протопластів. Таким чином їх використовують для селекції організмів та  дослідження ролі цитоплазматичної ДНК (генетичний матеріал хлоропластів та мітохондрій) і геномної ДНК у фенотиповому прояві  . Наприклад клітини rho-zero - це гібридні клітинии, які поєднують геномну ДНК однієї клітини з мітохондріальними генами іншої клітини. Такий цибрид дає змогу відокремити внесок мітохондріальних генів від ядерних генів у функціонуванні клітини . Також можливе дослідження мутацій мітохондріального генетичного матеріалу (наприклад при дослідженні раку ссавців) .  
В дослідженнях рослин були випадки створення гібриду картоплі з томатами, або створення задля покращення урожайності, чи стійкості рослинного організму до певних біотичних та абіотичних факторів . 